# La Matanza de Acentejo
La Matanza de Acentejo est une commune de la province de Santa Cruz de Tenerife dans la communauté autonome des Îles Canaries en Espagne. Elle est située au nord de l'île de Tenerife.

## Géographie

### Localisation

Localisation de l'île de Tenerife dans les Îles Canaries.
Localisation de La Matanza de Acentejo dans l'île de Tenerife.

|                  | El Sauzal               |                          |
| Océan Atlantique | La Matanza de Acentejo  | El Rosario et Candelaria |
|                  | La Victoria de Acentejo |                          |

## Histoire
En 1494 les espagnols ont perdu une bataille contre les Guanches à cet endroit, c'est pour cette raison qu'il lui donnèrent le nom de La Matanza (français:le massacre).
Deux ans plus tard les Guanches furent définitivement vaincus non loin de là, à l'emplacement de la commune actuelle de La Victoria de Acentejo.

## Démographie
| Année | Population | Densité    |
| ----- | ---------- | ---------- |
| 1991  | 5.887      | 398,0/km²  |
| 1996  | 6.451      | 436,2/km²  |
| 2001  | 7.053      | 476,9/km²  |
| 2002  | 7.378      | 498,9/km²  |
| 2003  | 7.490      | 506,4/km²  |
| 2004  | 7.587      | 513,0/km²  |
| 2005  | 7.806      | 527,8/km²  |
| 2006  | 7.972      | 539,0/km²  |
| 2007  | 8.117      | 548,8/km²  |
| 2009  | 8.369      | 593,13/km² |

## Économie
La région est très fertile et bien approvisionnée en eau. On y trouve entre autres des plantations de bananes et des vignes.